# Sherin Khankan
Sherin Khankan, née le 13 octobre 1974 au Danemark, est la première imame du Danemark. Elle est la fondatrice de la mosquée Mariam de Copenhague, première mosquée animée par des femmes,.
Elle milite pour des causes liées à l'islam comme l'intégration des femmes et la lutte contre l'extrémisme, notamment à travers de nombreux écrits et prises de parole alliant positions religieuses et politiques.

## Biographie
Sherin Khankan est née le 13 octobre 1974 au Danemark de mère finlandaise et de père syrien réfugié politique et féministe. Elle étudie à Damas et retourne au Danemark en 2000. À ce sujet, elle se perçoit comme née entre deux mondes et considère que son but est de les réconcilier.
Elle possède un master en sociologie des religions et philosophie de l'université de Copenhague.

## Carrière
Sherin Khankan estime que les institutions chrétiennes, juives et musulmanes sont devenues patriarcales, et c'est en ce sens qu'elle dirige la fondation de la mosquée Mariam à Copenhague, première mosquée dirigée et réservée aux femmes dans le pays, particularité qui détonne avec les autres mosquées où les femmes assistent aux cérémonies religieuses sur un balcon en hauteur, sans pouvoir être vues des hommes et sans possibilité de diriger les offices.
Certaines personnes et organisations s'opposent à son projet mais elle estime que globalement, les gens perçoivent positivement sa démarche.
La mosquée ouvre en février 2016 mais n'assure un service religieux qu'à partir du mois d'août. D'autres mosquées réservées aux femmes existent alors dans le monde, notamment aux États-Unis, au Canada ou en Allemagne, et plus traditionnellement en Chine.
Sherin  Khankan ou l'imane Saliha Marie Fetteh s'occupent de l'appel à la prière. Cette mosquée célèbre de nombreux mariages, dont certains avec des partenaires d'une autre religion, ce que certaines autres mosquées n'autorisent pas.
Sherin  Khankan fonde une organisation nommée Musulmans critiques, qui s'intéresse aux liens entre la religion et la politique. Elle écrit différents ouvrages dont un livre intitulé Islam et réconciliation - une affaire publique, publié en 2007.
Sherin  Khankan se presente à la députation du Danemark sous l'étiquette du Parti social-libéral danois[Quand ?].
Sherin  Khankan est désignée comme l'une des 100 femmes de l'année 2016 par la BBC.
Le 26 mars 2018, elle rencontre le président français Emmanuel Macron avec qui elle évoque la place de l'Islam en Europe ainsi que la nécessité de l'adoption du progressisme au sein de cette religion. Le président répond positivement aux différentes idées à la suite du débat.

## Publications
- Islam et réconciliation : une affaire publique, 2007
- La femme est l'avenir de l'islam : le combat d'une imame, Paris, Stock, 2017, 267 p. (ISBN 978-2-234-08312-7)

## Vidéographie
- Quand l'imam est une femme, 2019, documentaire danois de Marie Skovgaard. Durée : 60 minutes. Diffusé sur Arte.